# Andrew Fenn
Andrew Fenn (Hertfordshire, 1 juli 1990) is een Engels wielrenner die anno 2018 rijdt voor Aqua Blue Sport. In 2010 kwam hij voor Schotland uit op de Gemenebestspelen. 

## Carrière
Fenn rijdt zowel op de weg als op de baan. Tot nog toe behaalde hij al verschillende overwinningen op de baan bij de nieuwelingen. Hij won in 2008 zowel het Europees kampioenschap achtervolging als ploegenachtervolging bij de junioren op de baan en hij behaalde in ditzelfde jaar zijn mooiste overwinning op de weg: hij won Parijs-Roubaix voor junioren. Dankzij deze prestaties kreeg hij in 2011 een contract bij An Post-Sean Kelly.
In zijn eerste jaar bij de Belgische continentale ploeg won hij de zevende rit in de Ronde van Bretagne, was hij de beste in de Memorial Philippe Van Coningsloo en behaalde hij een bronzen medaille bij het wereldkampioenschap op de weg bij de beloften. Deze prestaties trokken de aandacht bij de grote ploegen. Begin september werd bekendgemaakt dat hij in het seizoen 2012 zal uitkomen voor Omega Pharma-Quick Step.

## Baanwielrennen

### Palmares
| Jaar     | BK         | EK                                  | WK       | Overig   |
| Junioren | Junioren   | Junioren                            | Junioren | Junioren |
| -------- | ---------- | ----------------------------------- | -------- | -------- |
| 2008     |            | Ploegenachtervolging, Achtervolging |          |          |
| Beloften |            |                                     |          |          |
| 2009     |            | Ploegenachtervolging                |          |          |
| Elite    |            |                                     |          |          |
| 2008     | Ploegkoers |                                     |          |          |
| 2009     | Ploegkoers |                                     |          |          |

## Wegwielrennen

### Overwinningen
2008
Parijs-Roubaix, Junioren
2010
 Brits kampioen op de weg, Beloften
2011
7e etappe Ronde van Bretagne
Memorial Philippe Van Coningsloo
2012
Trofeo Palma de Mallorca
Trofeo Migjorn de Mallorca
2e etappe deel B Ronde van de Ain (ploegentijdrit)
2013
Gullegem Koerse
2014
GP Briek Schotte

### Resultaten in voornaamste wedstrijden
| Jaar | Ronde van Italië | Ronde van Frankrijk | Ronde van Spanje |
| ---- | ---------------- | ------------------- | ---------------- |
| 2012 |                  |                     |                  |
| 2013 |                  |                     | uitgesloten      |
| 2014 |                  |                     |                  |
| 2015 |                  |                     |                  |
| 2016 |                  |                     |                  |

| Jaar | Milaan-San Remo | Parijs-Roubaix | E3 Harelbeke | Gent-Wevelgem |  | WK op de weg |  | Wereldranglijsten |
| ---- | --------------- | -------------- | ------------ | ------------- |  | ------------ |  | ----------------- |
| 2012 |                 |                |              |               |  |              |  | 200e (UWT)        |
| 2013 |                 |                |              |               |  |              |  | 223e (UWT)        |
| 2014 |                 |                |              |               |  |              |  | 217e (UWT)        |
| 2015 | opgave          | 105e           | opgave       | opgave        |  | opgave       |  |                   |
| 2016 |                 | opgave         | opgave       | opgave        |  |              |  |                   |

## Ploegen
- 2011 –  An Post-Sean Kelly
- 2012 –  Omega Pharma-Quick-Step
- 2013 –  Omega Pharma-Quick-Step Cycling Team
- 2014 –  Omega Pharma-Quick-Step Cycling Team
- 2015 –  Team Sky
- 2016 –  Team Sky
- 2017 –  Aqua Blue Sport
- 2018 –  Aqua Blue Sport

Bagdonas · Bennett · Brems · M.Cassidy · Claeys · Debusschere · Džervus · Eeckhout · Fenn · Ghyllebert · Heytens · Hollanders · Lavery · McLaughlin · McConvey · McNally · Terweduwe
Bandiera · Boonen · Brammeier · Cataldo · Chavanel · Chicchi · Ciolek · De Weert · Devenyns · Fenn · Gołaś · Grabsch · Keisse · Kwiatkowski · Leipheimer · Maes · Martin     · Pauwels · Pineau · Raboň · Steegmans · Štybar · Terpstra · Trentin · Vandenbergh · Vandewalle · Van Keirsbulck · P. Velits · M. Velits · Vermote · Hoorne (stagiair) · Sénéchal (stagiair)
Alaphilippe · Bakelants · Boonen · Brambilla · Cavendish · De Gendt · De Weert · Fenn · Gołaś · Keisse · Kwiatkowski  · Maes · Martin   · Meersman · Pauwels · Petacchi · Poels · Renshaw · Serry · Steegmans · Štybar · Terpstra · Trentin · Urán · Vakoč · Vandenbergh · Van Keirsbulck · M. Velits · Vermote · Verona
Boswell · Deignan · Earle · Eisel · Fenn · Froome · Seb.Henao · Ser.Henao · Kennaugh · Kiryjenka   · Knees · König · López · Nieve · Nordhaug · Pate · Poels · Porte · Puccio · Roche · Rowe · Siwtsow · Stannard · Sutton · Swift · Thomas · Viviani · Wiggins   (tot 12/04) · Zandio · Geoghegan Hart (stagiair) · Peters (stagiair)
Boswell · Deignan · Fenn · Froome · Gołaś · Seb.Henao · Ser.Henao · Intxausti · Kennaugh · Kiryjenka   · Knees · König · Kwiatkowski · Landa · López · Moscon · Nieve · Nordhaug · Peters · Poels · van Poppel · Puccio · Roche · Rowe · Stannard · Swift · Thomas · Viviani · Zandio · Doull (stagiair)
Blythe · Brammeier · Christian · Denifl · Dunne · Fenn · Gate · Hansen · Howard · Irvine · Koning · Kreder · Nordhaug · Pearson · Warbasse · Watson
Archbold · Blythe · Brammeier · Christian · Denifl · Dunbar · Dunne · Fenn · Gate · Hansen · Koning · Kreder · Pearson · Pedersen · Warbasse · Watson